# Heteracris festae
Heteracris festae är en insektsart som först beskrevs av Giglio-tos 1893.  Heteracris festae ingår i släktet Heteracris och familjen gräshoppor. Inga underarter finns listade i Catalogue of Life.